# Bjäksjön
Bjäksjön är en sjö i Arjeplogs kommun i Lappland och ingår i Skellefteälvens huvudavrinningsområde. Sjön har en area på 0,183 kvadratkilometer och ligger 487,2 meter över havet.

## Delavrinningsområde
Bjäksjön ingår i det delavrinningsområde (732194-158531) som SMHI kallar för Utloppet av Uddjaure. Medelhöjden är 440 meter över havet och ytan är 502,68 kvadratkilometer. Räknas de 331 avrinningsområdena uppströms in blir den ackumulerade arean 5 715,83 kvadratkilometer. Avrinningsområdets utflöde Skellefteälven mynnar i havet. Avrinningsområdet består mestadels av skog (44 procent). Avrinningsområdet har 251,66 kvadratkilometer vattenytor vilket ger det en sjöprocent på 48,8 procent.